# 11. kongres SKH
11. kongres SKH održao se je od 11. prosinca do 13. prosinca 1989. u Zagrebu.

## Prethodni događaji
Kasna jesen 1989. u Hrvatsko obilježilo je formiranje višestranačja 10. prosinca 1989. Toga dana je dvanaest političkih stranaka i opozicijskih skupina u Zagrebu prikupljalo potpise za peticiju Saboru i Predsjedništvu SKH, kojom se tražilo raspisivanje slobodnih izbora. Trg Republike bio je iluminiran svijećama ("revolucija svijeća"). Dok su građani potpisivali peticiju, istu večer je TV u Dnevniku objavila odluku Predsjedništva CK SKH o raspisivanju prijevremenih izbora na svim razinama, od općine do Sabora. Svi su bili šokirani. Centralni komitet je prihvatio odluku svoga Predsjedništva.

## Kongres
Kongres Saveza komunista Hrvatske je počeo 11. prosinca 1989. Trajao je tri dana i također je podupro odluku za izbore. Izabrano je novo vodstvo SKH na čelu s Ivicom Račanom, članom Predsjedništva Centralnog komiteta Saveza komunista Jugoslavije (CK SKJ), koji je za protukandidata imao Ivu Družića. Račan je dobio 40, a Družić 29 glasova. Od staroga predsjedništva Partije ostao je samo jedan član. Vodstvo SKH nije popustilo pritisku vrha JNA da odustane od ideje o raspisivanju slobodnih izbora.
U Predsjedništvo CK SKH izabrani su:
Branko Caratan, Boris Malada, Zvjezdana Grudić, Dušan Plećaš, Ivan Gržetić, Nada Ciković, Ivan Hanžek i Ivan Matija (redoslijed je prema broju osvojenih glasova).
Kandidati za članove CK SKJ iz Hrvatske bili su:
Goran Radman, Mladen Žuvela, Slobodan Buncić, Luka Čupković, Duško Dragun, Joško Alujević, Stanislav Antić, Luka Belić, Vladimir Bizjak, Marijan Cingula, Zvonko Erak, Petar Franulović, Branko Horvat, Stjepan Kapusta, Josip Kukuljan, Nikola Lapov, Ivan Mecanović, Ivica Šegota i Joža Vlahović (Komunist, 15. prosinca 1989.), a izabrani su tajnim glasovanjem.
Budući da je 14. izvanredni kongres SKJ (20 - 23. siječnja 1990. u Beogradu) bio prekinut, navedeni kandidati nisu nikada bili izabrani u CK SKJ.
11. Kongres SKH okončao je izborom 75 članova Centralnog komiteta te najužeg stranačkog vodstva. Članovi su poredani prema broju osvojenih glasova:
Ivo Družić, Ivica Račan, Branko Caratan, Jelica Bobić, Boris Malada, Ivan Gržetić, Nada Ciković, Hela Dragović, Zvjezdana Grudić, Ivan Hanžek, Ivan Matija, Dušan Plećaš, Ivo Aničić, Igor Antončić, Ivan Babić, Marija Babić, Slavica Babić, Darko Bakarić, Milutin Baltić, Vera Ban-Marković, Serđo Baskijera, Ivica Bašić, Dušan Bilandžić, Aleksandar Broz, Ivica Car, Darko Crnković, Mirko Cvjetičanin, Marija Erceg, Ivica Fabris, Božo Farkaš, Josip Filipović, Božidar Frančić, Franjo Galeković, Ivan Gajer, Ante Bilić, Dragutin Grđan, Josip Gudelj, Željko Hapek, Antun Ignac, Ivo Jelavić, Ante Jelčić, Ivica Jerčinović, Marin Jurjević, Branko Jurlina, Ante Krstulović, Sveto Letica, Marko Lolić, Jelena Lovrić, Zdenko Mance, Ivan Marković, Vili Matula, Luka Miletić, Luka Obradović, Tatjana Olujić-Musić, Jože Perić, Antun Peruško, Jure Premuž, Nada Rudan, Boris Santo, Zorica Stipetić, Ivan Šifter, Marija Šola, Zdravko Tomac, Lordan Zafranović, Ratimir Žanetić, Ivica Župetić, Branko Žuža, Tome Bacelić, Mirjana Bezbradica, Silva Bukvić, Božo Čapeta, Boris Garek, Ignjatije Malobabić, Danijel Vereš i Jadranka Višnjić (Komunist,15. prosinca 1989.).

## Važnije odluke
Na 11. kongresu SKH je donio ove odluke:
- podupiranje ukidanja smrtne kazne
- oslobođenje svih političkih zatvorenika
- prekid svih političkih procesa
- višestranački sustav
- spremnost izlaska na konkurentske, pluralističke i demokratske izbore na kojima treba svojim programom izboriti potporu građana s drugim političkim strankama

Predsjedništvo CK SKH je dan prije nego što je Kongres počeo održao izvanrednu sjednicu na kojoj je donio ključnu odluku [ima li negdje izvorni sadržaj] u kojoj je zapisano da se proljeća 1990. godine održe slobodni i višestranački izbori za skupštine društveno-političkih zajednica. Odluku su delegati Kongresa prihvatili sa sedam glasova "za" (Stanko Stojčević, Drago Dimitrović, Celestin Sardelić, Stjepko Gugić, Mladen Žuvela, Zvonimir Vrbanac i Mirjana Poček-Matić), a šest glasova protiv dali su (Tomislav Badovinac, Duško Dragun, Nikola Lapov, Tomislav Ribarić, Ivo Gržetić i Mira Korkut-Sladović).